# Hermenêutica jurídica
A hermenêutica jurídica é o ramo da hermenêutica que se ocupa da interpretação das normas jurídicas, estabelecendo métodos para a compreensão legal. Utilizando-se do círculo hermenêutico, o jurista coteja elementos textuais e extra-textuais para chegar-se a uma compreensão. Fundamentado na argumentação, a hermenêutica é um método humanístico de pesquisa, sendo distinto em escopo e procedimento do método científico. Sua função é fixar o sentido e o alcance da norma jurídica. O sentido, porque deve-se saber qual o significado, o que a norma quer passar ao operador do direito; o alcance, porquanto deve-se saber os destinatários para os quais a norma foi estatuída.
"A partir do século XVIII, sob a proteção do direito natural, o pensamento jurídico encaminhou-se no sentido da total positivação do direito. Entretanto, somente no século XIX o estabelecimento do direito, mediante legislação, tornou-se uma rotina do Estado, e isso trouxe algo inédito: a modificação do direito pela legislação. Essa modificação tornou-se parte integrante e imanente do próprio direito. A matéria do antigo direito foi reelaborada, codificada e colocada na forma de leis escritas, e isso não só devido à praticidade do seu uso pelos tribunais e à facilidade de sua aplicação, mas também para caracterizá-la como estatuída, modificável e de vigência condicionada.
O desenvolvimento social em direção à complexidade mais elevada provocou, no âmbito do direito, a ocorrência de três fenômenos correlatos: a) a positivação do direito e a sua transformação em instrumento de gestão social; b) a expansão dos conteúdos do direito, pelo aumento constante do volume de instrumentos normativos: leis, decretos, portarias etc.; c) a intensa mutabilidade do direito, pelas rápidas transformações sofridas pelos conteúdos dos instrumentos normativos. Nesse sentido:
"A hermenêutica ao implantar um meio ou método de interpretação através de conceitos, critérios e orientações, possibilita ao hermeneuta a compreensão dos fatores influentes e práticos vividos na sociedade moderna, permitindo através de uma técnica ou procedimento reflexivo, o entendimento acerca das questões sociais, sua problemática latente e a possível solução do enigma. De modo que, ao apreciar também as proposições legislativas e seus desdobramentos, permite uma construção crítica de posicionamento e interpretação, fomentando-se, portanto, a formulação de novos conceitos e adoção de novos paradigmas sociológicos e jurídicos de entendimento."
Esses fenômenos exigiram da hermenêutica jurídica a criação de mecanismos de interpretação mais sofisticados, capazes de uma elasticidade conceitual e interpretativa para: a) abranger situações não previstas pelas normas; b) captar o real sentido e alcance do texto normativo, em sintonia com a política global do Estado; c) elaborar a subsunção do fato à norma tendo em vista a decisão do conflito com um mínimo de perturbação social.
Assim, a positivação do direito e a preocupação em fundar uma teoria da interpretação são fenômenos correlatos que surgem no século XIX. Neste período a interpretação deixa de ser apenas uma questão técnica da atividade do jurista, passando a ser objeto de reflexão, tendo em vista a construção de uma teoria da interpretação contraposta à teoria do direito natural".

## Etimologia
O termo hermenêutica tem origem no grego hermèneutike, cujo radical hermènêus faz referência ao nome do deus Hermes. Tradicionalmente caracterizado como o mensageiro dos deuses, Hermes era também considerado responsável pela mediação entre os demais deuses e o homem, por meio de uma vara mágica que permitia informar aos humanos os desígnios divinos. Consequentemente, a figura de Hermes é associada à ideia de esclarecimento do conteúdo das mensagens dos deuses aos mortais, e ao desejo do homem de descobrir o real conteúdo dessas mensagens para além daquilo que a interpretação de Hermes lhes informa.

## Acepções
Uma das acepções sobre a hermenêutica jurídica refere-se à interpretação do "espírito da lei", ou seja, de suas finalidades quando foi criada. É entendida no âmbito do Direito como um conjunto de métodos de interpretação consagrados. O objeto de interpretação privilegiado do Direito é a norma, mas não se limita a ela (pode-se interpretar o ordenamento jurídico, a lei positiva, princípios). 
Outra acepção, defendida por Paulo de Barros Carvalho, entende que a hermenêutica fornece tão somente os  instrumentos de interpretação dos enunciados jurídicos com fins de construção do sentido da norma jurídica, ou seja, a norma jurídica não está na lei, mas na cabeça do intérprete, que a constrói (a norma) baseado nos textos jurídicos enunciados na vasta legislação existente, mediante a utilização de determinados métodos previamente selecionados pelo intérprete. Não existe "vontade" ou "espírito" na lei, mas sim a vontade do legislador na época da criação da lei, da qual se pode construir uma norma jurídica baseada na realidade contemporânea de cada intérprete da lei ao criar a norma jurídica aplicável a cada caso.  
A demanda por compreensão do conteúdo de uma norma gerou muitas discussões sobre como interpretar. De acordo com Tércio Sampaio F. Junior, "a hermenêutica jurídica é uma forma de pensar dogmaticamente o direito que permite um controle das consequências possíveis de sua incidência sobre a realidade antes que elas ocorram." O sentido das normas, para o autor, é "domesticado." Essa é uma concepção pragmática de interpretação, e suficientemente abstrata para dar conta das variadas regras de interpretação que compõem a hermenêutica. 
Por exemplo, a interpretação pela letra da lei é eminentemente gramatical. Dirá Tércio Sampaio, presume-se que "a ordem das palavras e o modo como elas estão conectadas são importantes para obter-se o correto significado da norma." Essa forma de interpretação explora as equivocidades da lei, no entanto, há uma limitação para essa concepção: ela não discute o objetivo de uma norma (outra forma de interpretar). Portanto, e ainda para o autor, a interpretação pela letra da norma pode ser um ponto de partida, mas não esgota a hermenêutica. 
Da pressuposição lógica de unidade do sistema jurídico, fundamentada principalmente pela Escola Positivista do Direito, deriva uma outra forma de interpretação: a interpretação sistemática. A doutrina jurídica compartilha que qualquer preceito normativo deve ser interpretado em harmonia com os princípios gerais de um ordenamento jurídico. Tércio Sampaio explica a questão por um exemplo representativo, se buscássemos no todo do ordenamento jurídico um conceito de 'empresa nacional', ele mudaria dependendo do contexto normativo analisado? Sim, portanto, há de se cuidar às especificidades de cada conteúdo expresso numa ou noutra norma, além do cuidado com o âmbito de aplicabilidade da lei específica. 
Por fim, uma outra forma de interpretação consagrada é a interpretação histórica, que busca o sentido inicial do conceito jurídico ou da norma. Ela o faz através de precedentes normativos, justificativas de elaboração de leis, jurisprudência. Cabe enfatizar, concluindo, que uma tendência atual do direito é distanciar-se do entendimento da letra da lei e aproximar-se do propósito da norma. Por isso a proliferação de interpretações principiológicas que apareceram no contexto normativo pós Constituição de 88. 

## Interpretação
- INTERPRETAÇÃO AUTÊNTICA - CONCEITO

É aquela que provém do legislador que redigiu a regra a ser aplicada, de modo que demonstra no texto legal qual a mens legis (espírito da lei, em tradução livre) que inspirou o dispositivo legal.
É quando um órgão cria uma norma e, posteriormente, o próprio órgão cria outra norma com a função interpretativa daquela anteriormente criada. A norma recente produzirá efeitos retroativos, pois tem função exclusiva de explicar o sentido da norma anterior. O poder retroativo não se aplica se a norma posterior trouxer alguma alteração ou modificação. 
A interpretação é uma operação mental que acompanha o processo de aplicação do direito através da qual o órgão jurídico fixa o sentido das normas que vai aplicar. Desse modo, a Interpretação deve enfatizar qual o conteúdo será aplicado à norma individual, provindo da norma geral. Há a necessidade de interpretar as normas jurídicas para todas as suas aplicações, na medida que forem ocorrendo.  Não somente está obrigado como exclusivo o Órgão Jurídico aplicador de interpretar a norma. 
Todos os indivíduos e as ciências jurídicas devem interpretá-las. É o que chamamos de Interpretação não autêntica.  
Retornando a Interpretação Autêntica, aquela feita pelo Órgão Aplicador do Direito, podemos ter:  
a) Relativa Indeterminação do Ato de Aplicação do Direito   
A hierarquia existente entre um escalão superior e outro inferior é sempre uma relação de determinação ou vinculação. A norma superior sempre vai estabelecer quando a norma inferior será produzida, o seu conteúdo e a sua aplicabilidade. Mas a sua aplicabilidade nem sempre será determinada pelo órgão superior, por razões de "o fazer cumprir" ter uma extensa pluralidade. Neste caso, cabe o órgão executor determinar o procedimento que realizará o cumprimento normativo.  
b) Indeterminação Intencional do Ato de Aplicação do Direito    
Todo ato jurídico, tanto de criação quanto de execução, é determinado pelo direito e também indeterminado. A indeterminação pode ser oriunda da condicionante, quanto da condicionada, como também do órgão que estabeleceu a norma. A norma geral superior opera sobre o pressuposto de que a norma individual inferior continuará o processo de determinação que constitui o sentido de seriação escalonada do ordenamento jurídico.  
c) Indeterminação Não Intencional de Ato de Aplicação do Direito    
Ocorre em duas situações; quando há várias significações no sentido verbal da norma, ou quando o aplicador presume que há distorção entre a vontade do legislador ou contratantes e o sentido verbal da norma.  
d) O Direito Aplicar Como Moldura Dentro da Qual Há Várias Possibilidades de Aplicação    
É quando o Direito se encontra em várias aplicações e todas as aplicações que se encontre dentro das possibilidades da moldura ou do quadro de interpretações. Dessa forma, podemos ter vários sentidos para a norma, válidos, ainda que se aplique apenas uma delas, a mesma se tornará direito positivo. Ocorre, então uma crítica a jurisprudência tradicional e a teoria usual que entendem ser possível haver um entendimento único e fixo da moldura.  
e) Os Chamados Métodos de Interpretação  
O direito positivo não garante qualquer método que uma das possibilidades inscritas na moldura há de prevalecer sobre as outras. Não é possível sobrepor a preferência do legislador sobre o sentido verbal, pois os dois tem os mesmos valores.
2 - A INTERPRETAÇÃO COMO ATO DE CONHECIMENTO OU COMO ATO DE VONTADE   
Ao falarmos de interpretação Autêntica, dizemos ser aquela que, é realizada pelo órgão legislador competente e que abrange todos os indivíduos. Entende-se também que o órgão encarregado de interpretar a norma para um caso individual também poderá, em certos casos concretos, realizar verdadeira interpretação autêntica. Isso ocorre toda vez que um órgão judicial fixa para um caso individual concreto determinada norma a ser aplicada em caráter definitivo (transitado em julgado). É dizer, ou escolhe uma dentre as diferentes possibilidades do quadro, a mais acertada para o caso, ou muitas vezes, principalmente em órgãos superiores opta-se por uma novo traço, este, encontrando-se externamente a moldura do quadro. Diante disso, não é possível retirar da moldura as normas justas e concreta.
3 - A INTERPRETAÇÃO DA CIÊNCIA JURÍDICA 
A interpretação da ciência jurídica busca estabelecer as várias significações de uma norma, o que a faz ter a sua interpretação conhecida como não autêntica, Se buscar uma significação única para uma norma, não se pode optar pela ciência jurídica.   Recorrem à Ciência Jurídica para mostrar as várias possibilidades de significação que a norma pode ter, procurando levar ao legislador o leque que uma norma jurídica pode ter. A partir daí, busca o legislador a formular de uma maneira que possa reduzir a pluralidade de significações, viabilizando a segurança jurídica.
- Doutrinária: é dada pela doutrina, ou seja, pelos cientistas jurídicos, estudiosos do Direito que inserem os dispositivos legais em contextos variados, tal como relação com outras normas, escopo histórico, entendimentos jurisprudenciais incidentes e demais complementos exaustivos de conhecimento das regras.[11]
- Jurisprudencial: produzida pelo conjunto de sentenças, acórdãos, súmulas e enunciados proferidos tendo por base discussão legal ou litígio em que incidam a regra da qual se busca exaurir o processo hermenêutico.

## Métodos de interpretação
- Gramatical ou Literal: busca o sentido do texto normativo, com base nas regras comuns da língua, de modo a se extrair dos sentidos oferecidos pela linguagem ordinária os sentidos imediatos das palavras empregadas, de modo que " busca-se o significado filológico a partir de um estudo semântico das palavras, um processo que exige o domínio da linguística e dos modos de comunicação escrita ou verbal ".[12]

- Histórico: busca o contexto fático da norma, recorrendo aos métodos da historiografia para retomar o meio em que a norma foi editada, os significados e aspirações daquele período passado, de modo a se poder compreender de maneira mais aperfeiçoada os significados da regra no passado e como isto se comunica com os dias de hoje.
- Analógico: considera em qual sistema se insere a norma, relacionando-a às outras normas pertinentes ao mesmo objeto, bem como aos princípios orientadores da matéria e demais elementos que venham a fortalecer a interpretação de modo integrado, e não isolado.

- Sistemático: busca interpretar, em mesma lei, os temas convergentes.
- Teleológico: busca aos fins sociais e bens comuns da normas, dando-lhe certa autonomia em relação ao tempo que ela foi feita. Tratando-se de hermenêutica jurídica, o termo significa a interpretação do Direito (seu objeto), que pode - e deve - passar por uma leitura constitucional e política.

- Vale ressaltar a interpretação sociológica - Que é a interpretação na visão do homem moderno, ou seja, aquela decorrente do aprimoramento das ciências sociais, de modo que a regra pode ser compreendida nos contextos de sua aplicação, quais sejam o das relações sociais, de modo que o jurista terá um elemento necessário a mais para considerar quando da apreciação dos casos concretos ante a norma.

- E ainda, a Holística, que abarcaria o texto a luz de um mundo transdisciplinar (filosofia, história, sociologia...) interligado e abrangente. Inclusive, dando margem a desconsiderar certo texto em detrimento de uma justiça maior no caso concreto e não representada na norma entendida exclusivamente e desligada dos outros elementos da realidade que lhe dão sentido.

## Resultados decorrentes da interpretação
- Declarativo: há compatibilidade do texto da norma com o seu sentido. (in claris cessat interpretatio)
- Restritivo: O texto da Lei (verba legis) se restringe a disposição legal.
- Extensivo: O texto da Lei é menos conclusivo que a sua intenção. Amplia-se o significado literal para a obtenção do efeito prático. (p. ex.: "os pais" devem ser entendidos como o pai e a mãe)
- Ab-rogante: O texto da Lei não pode ser aplicado, pois é inconstitucional ou foi revogado tacitamente por Lei posterior com ela incompatível.

## Integração do Direito
Diz-se que lei procura prever e disciplinar todas as situações. No sentido técnico, há a subsunção. Isto é, a aplicação do direito configura-se quando um caso concreto se enquadra no conceito abstrato da norma. Todavia, neste processo, é percebido que, em alguns casos, o legislador não consegue prever e disciplinar todos os acontecimentos que surgem em detrimento á mudanças sociais cada vez mais velozes e dinâmicas.
Para Tércio Sampaio Ferraz Junior (2016), existe uma dupla utilidade nos modos de integração do direito:
“A questão dos modos de integração diz respeito aos instrumentos técnicos à disposição do intérprete para efetuar o preenchimento ou a colmatação da lacuna. Na verdade, tais instrumentos têm dupla utilidade, pois não só servem para o preenchimento, como também para a constatação da lacuna. A constatação, embora do ângulo analítico, da lacuna, aparentemente, apenas como falha ou omissão no sistema, do ângulo hermenêutico exige um procedimento de revelação que lhe é correlato. São correlatos à medida que o preenchimento da lacuna pressupõe que ela seja antes constatada ou relevada, o que curiosamente se dá pelo uso dos mesmos instrumentos, pressupondo-se uma exigência de preenchimento (a proibição do non liquet)”.
O magistrados não pode, alegando lacuna (ausência de lei para um caso concreto), obscuridade ou contradição da lei, se abster de decidir. É seu dever de solucionar todas as controvérsias que lhe forem apresentadas (princípio da indeclinabilidade da jurisdição). E é neste contexto que se aplica ao artigo 4° , e o artigo 126 do Código de Processo Civil, aqui transcrito:
Quando a lei for omissa, o juiz decidirá o caso de acordo com a analogia, os costumes e princípios gerais de direito.
Observa-se que o artigo 4° não menciona a equidade como um meio de suprir as lacunas da lei. Porém,  apreciando o ordenamento, verifica-se uma indicação ao uso desta forma de integração no auxílio do juiz. Mais especificamente o artigo 127 do Código do Processo Civil permite ao juiz a utilização da equidade.  E o artigo 8° da Consolidação das Leis do Trabalho exige, na falta de disposições legais ou contratuais, que se recorra “à equidade e outros princípios e normas gerais do direito”.
Á principio, o magistrado deve aplicar a lei de forma objetiva e direta. Quando, por algum motivo, não é possível, é preciso interpretá-la. Esgotados os meios interpretativos, não superada a questão, deve suprir a lacuna recorrendo às formas de integração da norma jurídica. Portanto, integração é o processo de preenchimento das lacunas existentes na lei. São fontes da integração a analogia, os costumes, os princípios gerais de direito e a equidade. Há uma ordem preferencial para a utilização desses critérios.

#### Analogia
Não pode ser definida como fonte do direito. Não é possível a utilizar para criar uma nova norma ao fato não previsto. Segundo Betioli (2008, p.348) a analogia “orienta o intérprete” na descoberta da norma implícita já existente, isto é “apenas a revela”.
Constitui uma operação lógica e valorativa. Isto é, lógica, no sentido em que visa buscar a verdade de uma igualdade . E axiológica ao tentar alcançar uma justiça na igualdade.  
Para que haja uma aplicação da analogia são necessários três requisitos:
- O fato não está prevista em lei;

- O fato tem semelhança com outro fato previsto;

- O elemento de semelhança entre os fatos é imprescindível, carecendo aplicação em ambas as situações.

#### Costumes
Importante função quando havia na sociedade, carência de legislação. Em alguns países, como a Inglaterra, o direito consuetudinário (common law), é importante fonte do Direito. Conceitua-se costume como o uso reiterado, constante, notório e uniforme de uma conduta, na convicção de ser ela obrigatória. Possui elementos objetivos, no caso do uso continuo de uma prática E também uso subjetivo, a partir da convicção de sua obrigatoriedade. Em relação à lei, o costume pode ser assim classificado:
- Segundo a lei (secundum legem) – A lei expressa a obrigatoriedade da aplicação dos costumes em determinado caso. Exemplo: artigo 569, II, CC: “O locatário é obrigado: a pagar pontualmente o aluguel nos prazos ajustados e, em falta do ajuste, segundo o costume do lugar.”

- Na falta da lei (praeter legem) – Lacunas que podem ser preenchidas pelo costume, em caráter supletivo ou complementar, ampliando o preceito da lei.

- Contra a lei (contra legem) – Quando contraria o que dispõe a lei. Pode existir na prática, mas considerado abuso de direito, não é aceito juridicamente. Ocorre em de duas formas:

1. Desuso da lei (ela passa a ser letra morta);
2. Quando o costume cria nova regra contrária à lei.

#### Princípios gerais do direito
Já os princípios gerais do direito segundo Reale apud Betioli (2008) são “enunciações normativas de valor genérico, que condicionam e orientam a compreensão do ordenamento jurídico, quer para a sua aplicação e integração, quer para a elaboração de novas normas”. Estão implícitos e também explícitos no ordenamento jurídico, possuem caráter genérico, o orientando e o fundamentando.
Aqueles considerados mais importantes são objeto de mais atenção por parte do legislador, merecendo portanto, inserção no ordenamento jurídico, como exemplo:
- Isonomia, isto é, igualdade (CF, artigo 5°, caput);
- Irretroatividade da Lei, afim de proteger direitos adquiridos (CF, artigo 5°, XXXVI);
- Legalidade (CF artigo 5°, II);
- “Ninguém se escusa de cumprir a lei, alegando que não a conhece”, artigo 3° da Lei de introdução às normas do direito brasileiro.
- “Nas declarações de vontade se atenderá mais à intenção nelas consubstanciada do que ao sentido literal da linguagem”, artigo 112 do CC.

#### Equidade
A Equidade desempenha duplo papel. Possui caráter integrador, ao suprir lacunas nas normas e papel hermenêutico, ao ajudar o intérprete a obter o sentido e alcance das leis. Tais lacunas podem ser voluntárias, isto é, deixadas de forma voluntária pelo legislador, ou involuntárias. Para Tercio Sampaio Ferraz Junior (pag. 207), tem-se por equidade: 
“Fala-se aqui no sentimento do justo concreto, em harmonia com as circunstâncias e adequado ao caso. O juízo por equidade, na falta de norma positiva, é o recurso a uma espécie de intuição, no concreto, das exigências da justiça enquanto igualdade proporcional. O intérprete deve, porém, sempre buscar uma racionalização dessa intuição, mediante uma análise das considerações práticas dos efeitos presumíveis das soluções encontradas, o que exige juízos empíricos e de valor, os quais aparecem fundidos na expressão juízo por equidade.” 